# Карабобо
Карабо́бо (ісп. Carabobo) — один із 23 штатів Венесуели, розташований на півночі країни. Адміністративний центр штату — місто Валенсія, що є основним промисловим центром країни. Штат займає територію площею 4 650 км² і станом на 2007 рік населення становить 2 227 000 чоловік.

## Муніципалітети (центри)
1. Бехума (Бехума)
2. Гюйгює (Гюйгює)
3. Діего Ібарра (Маріара)
4. Гуакара (Гуакара)
5. Хуан Хосе Мора (Морон)
6. Лібертадор (Токуйто)
7. Лос-Гуайос (Лос-Гуайос)
8. Міранда (Міранда)
9. Монтальбан (Монтальбан)
10. Нагуанагуа (Нагуанагуа)
11. Пуерто-Кабельйо (Пуерто-Кабельйо)
12. Сан Діего (Сан-Діего)
13. Сан Хоакін (Сан-Хоакін)
14. Валенсія (Валенсія)

## Пам'ятки
- Історичний центр Валенсії
- Акваріум у Валенсії
- Термальні води в Лас-Трінхерас (описані Олександром фон Гумбольдтом)
- Індіанські петрогліфи у Вігірімі
- Іспанські фортеці в Пуерто-Кабельйо
- Пляж у Патанемо
- Гори в Каноабо
- Церква Святого Антонія Падуанського в Лос-Гуайос.
- Міський театр Валенсії